# Сръбско-турска война (1877 – 1878)
Сръбско-турската война (1877 – 1878) води до освобождаване на Сърбия от васалния статут спрямо Османската империя. Друг резултат от войната е присъединяването на южното Поморавие (с Ниш и Враня) към Сръбското княжество – предпоставка за бягството на над 70 000 местни мюсюлмани (албанци и турци) и за сръбското разширение към Македония през 1912.
Поради тясната връзка между военните операции и преговорите за прекратяването им, този конфликт често е разглеждан и като част от водената по-същото време Руско-турска война. Известен е още и като Втора сръбско-турска война, в отличие от конфликта от 1876 година.

## Предистория
Поражението във войната през 1876 година осуетява плановете на Сърбия за териториално разширение. Съвсем скоро след мирния договор обаче военната намеса на Русия в Източната криза дава втора възможност на сърбите. Решението за включване в руско-турската война се забавя поради материалното изтощение на страната, опасността от австро-унгарска окупация и неочаквания развой на бойните действия в Северна България.
Въпросът за участие на сърбите като съюзници на Русия в евентуална война срещу Османската империя е повдигнат от Петербург още в края на 1876, но сръбските искания за финансово обезпечение на мобилизацията остават за дълго без положителен отговор, а на срещата в Плоещ през април 1877 цар Александър II предупреждава княз Милан да не подновява преждевременно борбата с турците. Само след неуспехите при Плевен и Стара Загора (юли 1877) руснаците призовават Милан за бърза намеса. Правителството на Йован Ристич обаче се бави, мотивирано не само от паричните затруднения, но и от страх, че поражение и оттегляне на руснаците оттатък Дунав ще доведе до ново турско нашествие и разгром на Сърбия. Ристич решава да обяви война на турците едва на 18 ноември, след поредния апел от руската главна квартира и няколко парични транша от Петербург. Поради бавното съсредоточаване на сръбските войски по границите самото обявяване става чак на 1 декември.

## Сили и планове на противниците
С Будапещенската конвенция (януари 1877) Русия поема задължение пред Австро-Унгария да не разпростира операциите на предстоящата война в Босна и Херцеговина. Сърбия е предупредена да не праща войски в Босна (основната цел на предишната ѝ война с турците), а също и в Новопазарския пашалък (Санджак). Затова, а също и за да подпомогне руското настъплениие през Стара планина, сръбското командване съсредоточава главните си сили (46 000 от общо 90 000 войници и 128 от общо 198 оръдия) в Поморавието за настъпление към Ниш и София. Особени отряди получават задачата да действат във Видинско и да охраняват границите откъм Босна и Нови пазар.
Съсредоточило основните си сили за защита на линията София – Одрин – Цариград от руснаците, османското командване се стреми да изолира сръбските от руските войски чрез отбрана на укрепленията при Ниш и в долината на Нишава. В началото на декември 1877, когато сърбите нападат, то разполага с общо 20 000 бойци, разхвърляни по протежение на границата от Нови пазар до Бела паланка. Повече сили (40 000 души) са съсредоточени между Пирот, София и Орхание за отпор срещу отряда на генерал Гурко. Около 15 000 войници се намират в Босна, но те не оказват съществено влияние върху бойните действия. Още османски войски има в Северозападна България, но те са заети в борба срещу румънците, настъпващи към Видин.

## Бойни действия
Сърбите настъпват няколко дни след падането на Плевен, променило съотношението на силите решително във вреда на турците. Благодарение на численото си превъзходство, Тимошкият, Моравският и Шумадийският корпус обкръжават Ниш и превземат силно укрепените Бела паланка и Пирот, съдействайки за преминаването на Балкана от генерал Гурко. На 22 декември, когато руснаците влизат в опразнената от турците София, сърбите са само на 4 часа път от града, при Сливница. Зайчарско-тимошкият отряд завзема Кула и част от Видинско.
След превземането на Ниш (29 декември) сръбската армия настъпва към Прищина по два маршрута. Моравският и Тимошкият корпус превземат без бой Куршумлия, но са спрени от албанско опълчение при Самоково. Шумадийският корпус разбива турците при Гърделица и Враня и достига Гниляне. При това положение операциите са прекратени на 22 януари – три дни след като руснаците и турците сключват примирие в Одрин.

## Сърбия по договорите от Сан Стефано и Берлин
Сърбия влиза във войната без предварително споразумение с Русия за териториите, които ще получи. До примирието правителството на Ристич формулира исканията си, в които, освен завзетите области, са включени Косово, Нови Пазар и голяма част от Македония (със Скопие, Велес, Щип и Дебър). В преговорите с руснаците княз Милан пожелава и Видин. Тези претенции влизат в разрез с намеренията на Русия да създаде голяма българска държава като плацдарм към Цариград и Проливите. По Санстефанския договор Сърбия запазва само част от завладените земи с Ниш. Като компенсация за Пирот и Враня, които са отредени на България, тя трябва да получи територии до Нови пазар и Митровица, но без тези два града. С помощта на Австро-Унгария правителството на Ристич издейства промяна в тези условия. Берлинският конгрес утвърждава независимостта на Сърбия и властта ѝ над Пирот и Враня за сметка на разширението в югозападна посока.